# Gymnothorax pindae
Gymnothorax pindae är en fiskart som beskrevs av Smith 1962. Gymnothorax pindae ingår i släktet Gymnothorax och familjen Muraenidae. Inga underarter finns listade i Catalogue of Life.